# Nycticorax fidens
Nycticorax fidens – wymarły gatunek ptaka z rodziny czaplowatych (Ardeidae). Występował na Florydzie w okresie późnego miocenu. Gatunek opisany przez Pierce’a Brodkorba w 1963 roku na podstawie kompletnych szczątków lewej kości udowej ptaka (nr katalogowy: UF 3285). Skamieliny odnaleziono na farmie McGehee w formacji Alachua na Florydzie.